# Calyptrochaeta deflexa
Calyptrochaeta deflexa är en bladmossart som beskrevs av David Maughan Churchill 1989. Calyptrochaeta deflexa ingår i släktet Calyptrochaeta och familjen Hookeriaceae. Inga underarter finns listade i Catalogue of Life.